# Sant Joan d'Oló (església)
Sant Joan d'Oló és l'església parroquial del poble disseminat de Sant Joan d'Oló, del terme municipal Santa Maria d'Oló, a la comarca del Moianès. És una capella moderna, construïda per tal d'ampliar l'església vella de Sant Joan, situada més a ponent. Sant Joan d'Oló és al sud-oest de Santa Maria d'Oló. Està protegida com a bé cultural d'interès local.

## Descripció

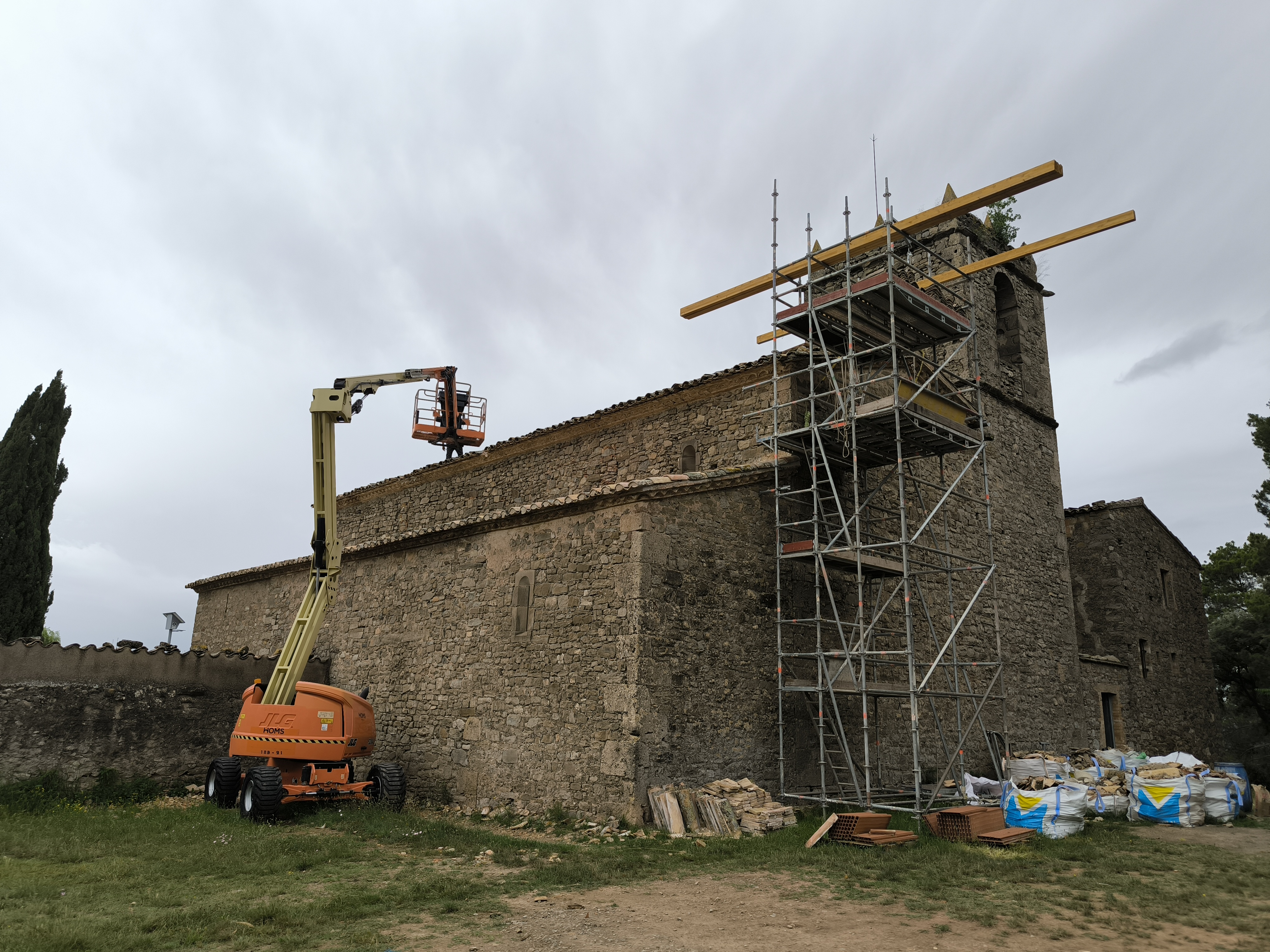
Obres a la teulada de Sant Joan d'Oló al 2024

Església d'una sola nau, amb capelles Laterals adossades seguint el model antic i més baixes que la nau central. L'edifici està encarat cap a migdia i és aquí on se situa la portalada d'accés. Aquesta és de mig punt amb dovelles allargades. En un punt alt de la façana s'obre un ull de bou i una petita finestra al damunt... Al cantó nord-occ.s'alça un campanar de torre de forma quadrada amb obertures per cada costat, coronades amb arcs de mig punt. Al llarg dels murs laterals s'obren unes petites finestres allargades. Adossada a l'església i pel cantó de ponent es troba la rectoria. Interiorment la nau és coberta amb volta d'ogiva. Les capelles laterals es comuniquen a través d'uns arcs de mig punt que es recolzen sobre pilars. En el seu interior es troben un conjunt de retaules barrocs, un a l'altar major, realitzat vers 1640 i un altre al lateral dret, de 1772. D'aquesta església en fou vicari St. Antoni M. Claret.

## Història
Aquesta església és anomenada popularment "Sant Joan nou"; es troba prop del mas La Plana i de la capella romànica de Santa Creu de la Plana. Fou construïda entre el 1627 i el 1639, quan la parròquia comptava amb 26 famílies.